# Нью-Джерси Девилз
«Нью-Дже́рси Де́вилз» (англ. New Jersey Devils) — профессиональный хоккейный клуб, выступающий в Столичном дивизионе Восточной конференции Национальной хоккейной лиги. Базируется в городе Ньюарк, штат Нью-Джерси, США. Образован в 1982 году в результате переезда из Денвера клуба «Колорадо Рокиз», который в свою очередь являлся преемником «Канзас-Сити Скаутс». Выступает в НХЛ с сезона 1982/1983 и за свою историю выиграл три Кубка Стэнли (1995, 2000, 2003). Домашней ареной «дьяволов» с 2007 года является «Пруденшал-центр».

## История

### «Канзас-Сити Скаутс» и «Колорадо Рокиз»
«Канзас-Сити Скаутс» дебютировали в НХЛ в сезоне 1974/1975 годов. Практически полное отсутствие в команде ярких игроков явилось причиной слабой игры и всего 15 побед в 80 матчах. На следующий сезон «Скаутс» сыграли ещё хуже, одержав лишь 12 побед. С ужасной игрой пришла проблема посещаемости и команда, перед сезоном 1976/77, перебралась в Денвер, сменив свою вывеску на «Колорадо Рокиз». Время пребывания клуба в Денвере от времени в Канзасе отличается лишь продолжительностью, но не результатами. «Рокиз» прочно закрепили за собой место среди безнадёжных аутсайдеров НХЛ.

### Переезд в Нью-Джерси
В 1982 году, после шестилетнего пребывания в Колорадо, команда была приобретена Джоном Дж. Макмалленом, перевёзшим клуб в Нью-Джерси. Команда снова сменила своё название и стала носить имя «Девилз» в честь местного мифического существа. «Девилз» продолжали оставаться на последних местах вплоть до 1988 года, тренеры менялись почти каждый год или даже чаще. В 1983 году команда даже удостоилась унизительного сравнения Уэйна Гретцки, назвавшего «Девилз» «организацией Микки Мауса» после победы «Эдмонтона» над «Нью-Джерси» 13:4.
Переломным моментом в истории клуба стало 24 апреля 1987 года, когда Макмаллен пригласил на пост президента «Девилз» Лу Ламорелло, занявшего вскоре и место генерального менеджера. В сезоне 1987/88 Ламорелло назначил Джима Шенфилда на пост главного тренера. Под руководством нового тренера и также с помощью молодого вратаря Шона Бурка, вернувшегося в команду сразу после Олимпийских Игр в Калгари, «Девилз» на 14-й год своего существования, сумели не только пробиться в плей-офф, но и дойти до финала конференции, обыграв по ходу «Айлендерс» и «Кэпиталз», но проиграли «Брюинз».

### «Капканы» Лемэра и первый Кубок Стэнли
После провала в сезоне 1988/89, 66 очков и не попадание в плей-офф, Шенфилд был уволен и в «Девилз» снова началась чехарда тренеров. Ситуация стала стабильной с приходом на тренерский мостик летом 1993 года Жака Лемэра. В свой первый год работы, Лемэр поднял команду до 106 очков в регулярном сезоне и до финала конференции в плей-офф, в котором «Девилз» проиграли «Нью-Йорк Рейнджерс» в семи матчах, в двойном овертайме.
Система игры от обороны, так называемые «капканы», внедрённая Лемэром, дала плоды в 1995 году, когда «Дьяволы», обыграв по очереди «Бостон Брюинз», «Питтсбург Пингвинз», «Филадельфию Флайерз» и «Детройт Ред Уингз», сенсационно выиграли свой первый Кубок Стэнли. Лучшими в команде были вратарь Мартин Бродёр, защитник Скотт Стивенс, и нападающий Клод Лемьё, признанный лучшим игроком в плей-офф. Тот сезон запомнился поклонникам команды не только победой, но и угрозой Макмаллена перевезти команду в Нэшвилл, если он не получит более выгодного продления договора по аренде стадиона «Брэндан Берн-арена» от его хозяев. Только вмешательство комиссионера НХЛ Гэри Беттмэна и губернатора штата Нью-Джерси помогло утрясти конфликт.
Перед началом следующего сезона Лемьё, из-за разногласий по подписанию нового контракта, был обменян в «Колорадо Эвеланш». Но не это стало причиной непопадания команды в розыгрыш Кубка Стэнли, а игра соперников, нашедших ключ к защитным построениям Лемэра.
Учтя ошибки того сезона, Лемэр привёл команду к 104 очкам в сезоне 1996/97. Однако травма одного из ведущих нападающих команды Дэйва Андрейчука помешала «Девилз» пройти дальше полуфинала конференции, в котором они проиграли в 5 матчах «Нью-Йорк Рейнджерс».
Набрав 107 очков в сезоне 1997/98, «Девилз» рассматривались как главные претенденты на победу в Кубке Стэнли, но без своих травмированных лидеров Дуга Гилмора и Рэнди Маккэя «Нью-Джерси» неожиданно проиграли в первом раунде «Оттаве Сенаторз». После завершения сезона Жак Лемэр заявил о своей отставке с поста главного тренера. Его место занял Роберт Фторек, но следующий сезон 1998/99 закончился так же, как и предыдущий — поражением в первом раунде плей-офф, на этот раз от «Питтсбурга».

### Три финала — два Кубка Стэнли

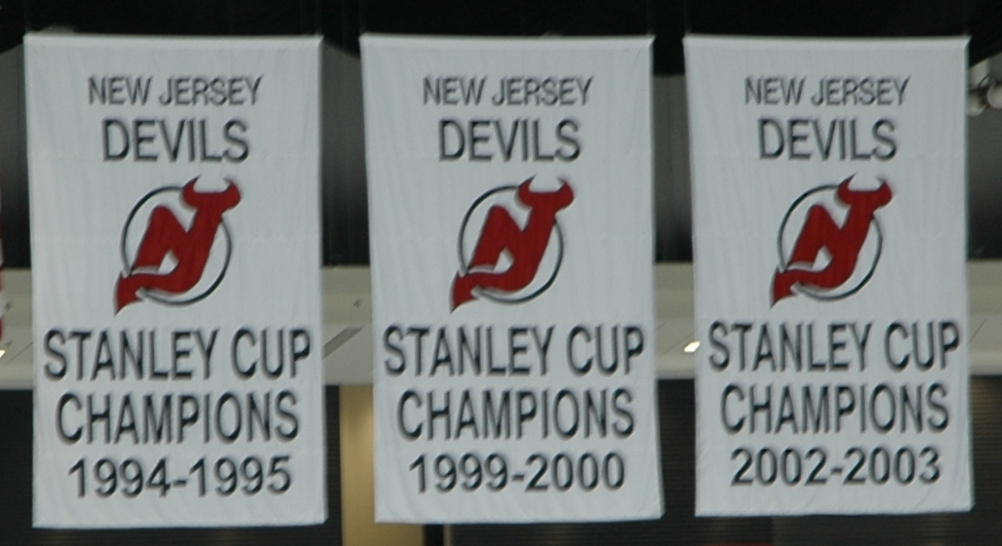
Чемпионские баннеры «Девилз»

«Нью-Джерси Девилз» мощно начали сезон 1999/2000 и сразу захватили лидерство в Восточной конференции. Во второй половине регулярного чемпионата команда стала проигрывать чаще. Не помогли и обмены, проведённые Ламорелло, в результате которых в составе появились Александр Могильный и Владимир Малахов. Полностью провалив финальный отрезок регулярного чемпионата, «Нью-Джерси» позволили «Филадельфии» обойти себя на финише и заняли всего лишь 4-е место на востоке. Роберт Фторек был уволен за две недели до конца регулярного чемпионата со своего поста и заменён Ларри Робинсоном.
В плей-офф «Девилз» выглядели намного лучше своих соперников и по очереди расправившись с «Флоридой Пантерз», «Торонто Мейпл Лифс», «Филадельфией Флайерз» и «Даллас Старз», выиграли свой второй Кубок Стэнли. Этот сезон стал последним для Джона Макмаллена на посту владельца команды. Расстроенный разногласиями с руководством штата по вопросу о новом стадионе, он продал команду фирме «ЯнкисНетс».
В 2001 году «Дэвилз» были в шаге от повторения своего успеха, но ведя в финале 3—2 против «Колорадо», в итоге упустили победу. Перед сезоном 2001/02 «Нью-Джерси» потеряли Александра Могильного, ушедшего в «Торонто», что сразу сказалось на атаке команды. Весь год команду лихорадило, Ламорелло заменил Робинсона на Кевина Константайна, однако в плей-офф «Девилз» уступили «Каролине» 2—4. Летом 2002 года на пост главного тренера пришёл опытный Пэт Бёрнс, который в первую очередь подтянул игру в защите «Нью-Джерси». «Дьяволы», воспользовавшись неудачей многих ведущих клубов в плей-офф 2003 года, сумели обыграть в финале в семи матчах «Анахайм» и в третий раз за последние девять лет выиграть Кубок Стэнли.
Из-за раковой болезни Бёрнс покинул «Девилз» практически сразу после победы и Лу Ламорелло снова начал поиски нового тренера. В середине 2000-х годов, у команды практически каждый сезон появлялся новый наставник, а порой и сам Ламорелло занимал этот пост. Мартин Бродёр продолжал надежно защищать ворота, в атаке блистали Патрик Элиаш, Скотт Гомес, Брайан Джионта, однако в плей-офф «Дьяволы» постоянно выбывали из борьбы на ранних этапах.

### Переезд в Ньюарк и поражение в финале 2012 года
После 25 лет проведенных в Ист-Ратерфорде осенью 2007 года «Нью-Джерси Девилз» переехали в Ньюарк, где была построена новая арена «Пруденшал-центр». Свой первый матч на новой арене «Девилз» провели 27 октября 2007 года против «Оттавы Сенаторз».
Большие изменения произошли в клубе летом 2009 года когда покинули клуб такие игроки как: Бобби Холик, Брайан Джионта, Джон Мэдден — а на пост главного тренера был возвращен Жак Лемэр.
В 2010 году «Нью-Джерси» заключили контракт с российским форвардом Ильёй Ковальчуком. Несмотря на это приобретение, «Дьяволы», занявшие второе место в Восточной конференции, в первом же раунде проиграли «Филадельфии» в пяти матчах. В следующем сезоне Ковальчук не оправдал возлагавшихся на него надежд, набрав только 60 очков в 81 матче (против 27 очков в 27 матчах в предыдущем сезоне), а «Дьяволы» не попали в плей-офф. 11 апреля 2011 года после матча с «Бостоном» Жак Лемэр объявил о завершении своей тренерской карьеры. В межсезонье 2011 пост тренера занимает Питер Дебур, ранее работавший с «Флоридой».
В сезоне 2011/2012 «Нью-Джерси» пробились в плей-офф с шестого места, где обыграли «Флориду» в семи играх в двойном овертайме; «Филадельфию» в пяти и «Нью-Йорк Рейнджерс» в шести играх. В финале против «Лос-Анджелес Кингз», уступая по ходу серии 3-0, «Нью-Джерси» сумели отыграть две игры. Но в шестой игре, в гостях они были разгромлены «Королями» 1:6. Таким образом, «Дьяволы» не смогли завоевать Кубок Стэнли.

### Смена владельца и конец эпохи Лу Ламорелло

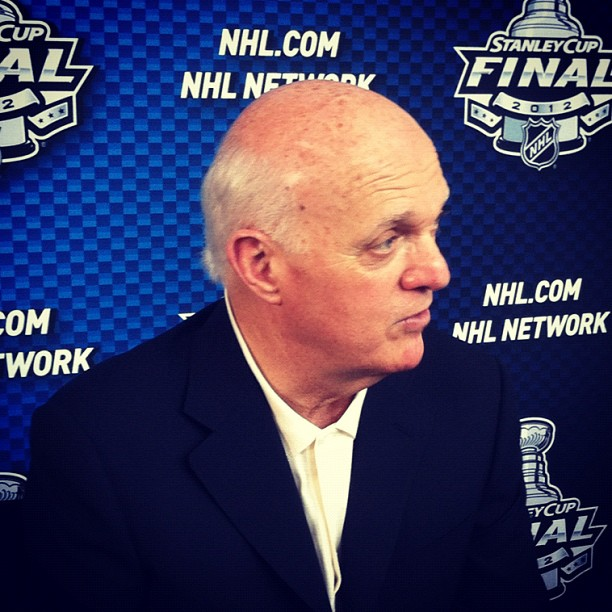
Лу Ламорелло занимал посты президента и генерального менеджера «Девилз» с 1987 по 2015 годы

15 августа 2013 года было объявлено о продаже клуба новому владельцу. Группа бизнесменов возглавляемая Джошуа Харрисом приобрела команду и право аренды «Пруденшал Центра» у Джеффа Вандербика за $320 млн. Незадолго до этого, 11 июля 2013 года, Илья Ковальчук объявил о завершении карьеры в НХЛ и разорвал с «дьяволами» 15-летний контракт на $ 100 млн.
Перед сезоном 2014/2015 команду покинул многолетний страж ворот «Девилз» Мартин Бродёр. За неудовлетворительные результаты в конце 2014 года с поста главного тренера был уволен Питер Дебур. После того, как «Нью-Джерси» в третий раз подряд не попали в плей-офф, Лу Ламорелло, спустя 28 лет работы в клубе, покинул «Девилз» и перешёл на работу в «Торонто Мейпл Лифс».
На освободившееся место генерального менеджера был назначен Рэй Шеро, занимавший аналогичную должность в «Питтсбурге» и приведший его к Кубку Стэнли в 2009 году. В сезоне 2015/2016 «Девилз» заняли 7-е место в Столичном дивизионе и снова не смогли пробиться в плей-офф, при этом показав самую низкую результативность в лиге. Для решения проблем с результативностью в межсезонье Рэй Шеро обменял своего ведущего защитника Адама Ларссона в «Эдмонтон Ойлерз», получив взамен нападающего Тэйлора Холла. Следующий сезон для «Нью-Джерси» оказался ещё хуже, команда в регулярном чемпионате набрала всего 70 очков и заняла последнее место на Востоке. Однако такой результат позволил рассчитывать клубу на получение высокого драфт-пика. По итогам драфт-лотереи «Нью-Джерси Девилз» получил право первого выбора на драфте 2017 года, под которым был выбран швейцарский нападающий Нико Хишир.
В сезоне 2017/18 «Нью-Джерси» клуб набрал 97 очков и с 5-го места в дивизионе попал в плей-офф впервые с 2012 года. Тэйлор Холл стал новым лидером команды, набрав в 72 матчах 93 очка (39+54) и стал лауреатом «Харт Трофи», а также был номинирован на «Тед Линдсей Эворд». В плей-офф «Девилз» в первом раунде уступили «Тампе-Бэй Лайтнинг» в пяти матчах.
В следующем сезоне «Девилз» заняли предпоследнее место в Восточной конференции и не смогли пробиться в плей-офф. Лидер команды Тэйлор Холл из-за травм провёл в сезоне только 33 матча. По итогам драф-лотереи «Нью-Джерси» получил право на общий 1-й выбор на драфте 2019 года под которым был выбран американский нападающий Джек Хьюз. Также в межсезонье клуб приобрёл Пи-Кея Суббана, Уэйна Симмондса и Никиту Гусева. В сезоне 2019/20 «Нью-Джерси» стартовал неудачно. После двух месяцев регулярного чемпионата команда занимала последнее место в своём дивизионе, а 3 декабря 2019 года главный тренер Джон Хайнс был отправлен в отставку. 16 декабря руководство клуба обменяло Тэйлора Холла и его одноклубника Блейка Спирса в «Аризону Койотис» получив взамен два драфт-пика и трёх проспектов. 12 января 2020 года со своей должности был уволен генеральный менеджер Рэй Шеро. 16 февраля капитан клуба Энди Грин был обменян в «Нью-Йорк Айлендерс». По итогам регулярного чемпионата «Нью-Джерси» снова занял последнее место в своём дивизионе и во второй год подряд не попал в плей-офф.
В июле 2020 года на пост главного тренера был назначен Линди Рафф, а 20 февраля 2021 года Нико Хишир стал новым капитаном «Дэвилз». Из-за пандемии коронавируса старт сезона 2020/21 был отложен до 13 января 2021 года, а также лига сократила регулярный чемпионат и изменила составы дивизионов. Каждая команда проводила по 56 матчей только со своими соперниками по дивизиону. «Нью-Джерси» был определён в Восточный дивизион вместе с «Баффало Сейбрз», «Бостон Брюинз», «Вашингтон Кэпиталз», «Нью-Йорк Айлендерс», «Нью-Йорк Рейнджерс», «Питтсбург Пингвинз» и «Филадельфией Флайерз». В регулярном чемпионате «Девилз» набрали  45 очков в 56 матчах, заняли 7-е место в своём дивизионе и не вышли в плей-офф. В межсезонье команда подписала 7-летний контракт с защитником Дуги Хэмилтоном и продлила соглашение на 8 лет с нападающим Джеком Хьюзом. В сезоне 2021/22 лига вернулась к привычному формату проведения чемпионата, в котором «Нью-Джерси Девилз» с 63 очками занял 7-е место в Столичном дивизионе и в четвёртый раз подряд не попал в розыгрыш Кубка Стэнли.
Перед сезоном 2022/23 руководство «дьяволов» выменяло на два драфт-пика 2022 года у «Вашингтона» голкипера Витека Ванечека, обменяло в «Бостон» Павла Заху на Эрика Хаулу, а также приобрела у «Питтсбурга» защитника Джона Марино в обмен на Тая Смита. В качестве неограниченно свободного агента «Девилз» подписали 7-летний контракт с двукратным обладателем Кубка Стэнли в составе «Лайтнинг» Ондржеем Палатом. 20 сентября 2022 года о завершении карьеры объявил защитник Пи-Кей Суббан. В регулярном чемпионате «Нью-Джерси» стартовал с двух поражений подряд, однако дальше команда стала прибавлять и в период с 25 октября по 21 ноября одержала 13 побед подряд, повторив свой клубный рекорд по продолжительности победной серии.

## Статистика
Сокращения: И = сыгранные матчи в регулярном чемпионате, В = победы, П = поражения, ПО = поражения в овертаймах, О = очки, ЗШ = забитые шайбы, ПШ = пропущенные шайбы, Рег. чемп. = место, занятое в указанном дивизионе по итогам регулярного чемпионата, Плей-офф = результат в плей-офф
| Сезон   | И  | В  | П  | ПО | О   | ЗШ  | ПШ  | Рег. чемп.   | Плей-офф                                                                                                 |
| 2018-19 | 82 | 31 | 41 | 10 | 72  | 222 | 275 | 8, Столичный | не попали                                                                                                |
| 2019-20 | 69 | 28 | 29 | 12 | 68  | 189 | 230 | 8, Столичный | не попали                                                                                                |
| 2020-21 | 56 | 19 | 30 | 7  | 45  | 145 | 194 | 7, Восточный | не попали                                                                                                |
| 2021-22 | 82 | 27 | 46 | 9  | 63  | 248 | 307 | 7, Столичный | не попали                                                                                                |
| 2022-23 | 82 | 52 | 22 | 8  | 112 | 291 | 226 | 2, Столичный | победа в первом раунде 4-3 («Нью-Йорк Рейнджерс») поражение во втором раунде 1-4 («Каролина Харрикейнз») |
| 2023-24 | 82 | 38 | 39 | 5  | 81  | 264 | 283 | 7, Столичный | не попали                                                                                                |
| 2024-25 | 82 | 42 | 33 | 7  | 91  | 242 | 222 | 3, Столичный | поражение во первом раунде 1-4 («Каролина Харрикейнз»)                                                   |

## Команда

### Текущий состав
| №                         | Игрок              | Страна                    | Хват    | Дата рождения             | Рост (см) | Вес (кг) | Средняя зарплата ($) | Действителен до |
| Вратари                   | Вратари            | Вратари                   | Вратари | Вратари                   | Вратари   | Вратари  | Вратари              | Вратари         |
| ------------------------- | ------------------ | ------------------------- | ------- | ------------------------- | --------- | -------- | -------------------- | --------------- |
| 25                        | Якоб Маркстрём     | Швеция                    | Левый   | 31 января 1990 (35 лет)   | 197       | 93       | 6,000,000            | 2025/26         |
| 34                        | Джейк Аллен        | Канада                    | Левый   | 7 августа 1990 (35 лет)   | 188       | 92       | 1,800,000            | 2029/30         |
| 50                        | Нико Доус          | Канада                    | Левый   | 22 декабря 2000 (24 года) | 193       | 92       | 812,500              | 2025/26         |
| Защитники                 |                    |                           |         |                           |           |          |                      |                 |
| 5                         | Бренден Диллон     | Канада                    | Левый   | 13 ноября 1990 (34 года)  | 193       | 104      | 4,000,000            | 2026/27         |
| 7                         | Дуги Хэмилтон      | Канада                    | Правый  | 17 июня 1993 (32 года)    | 197       | 95       | 9,000,000            | 2027/28         |
| 8                         | Джонатан Ковачевич | Канада                    | Правый  | 12 июля 1997 (28 лет)     | 193       | 94       | 4,000,000            | 2029/30         |
| 17                        | Шимон Немец        | Словакия                  | Правый  | 15 февраля 2004 (21 год)  | 185       | 87       | 918,333              | 2025/26         |
| 22                        | Бретт Пеши         | Соединённые Штаты Америки | Правый  | 15 ноября 1994 (30 лет)   | 191       | 91       | 5,500,000            | 2029/30         |
| 24                        | Симус Кейси        | Соединённые Штаты Америки | Правый  | 8 января 2004 (21 год)    | 178       | 73       | 950,000              | 2026/27         |
| 43                        | Люк Хьюз           | Соединённые Штаты Америки | Левый   | 9 сентября 2003 (21 год)  | 188       | 83       | 925,000              | 2024/25         |
| 44                        | Деннис Чоловски    | Канада                    | Левый   | 15 февраля 1998 (27 лет)  | 185       | 89       | 775,000              | 2025/26         |
| 71                        | Йонас Зигенталер   | Швейцария                 | Левый   | 6 мая 1997 (28 лет)       | 189       | 99       | 3,400,000            | 2027/28         |
| 82                        | Сантери Хатакка    | Финляндия                 | Левый   | 15 января 2001 (24 года)  | 185       | 88       | 775,000              | 2024/25         |
| Левые крайние нападающие  |                    |                           |         |                           |           |          |                      |                 |
|                           | Арсений Грицюк     | Россия                    | Левый   | 15 марта 2001 (24 года)   | 179       | 79       | 925,000              | 2026/27         |
| 18                        | Ондржей Палат — А  | Чехия                     | Левый   | 28 марта 1991 (34 года)   | 183       | 86       | 6,000,000            | 2026/27         |
| 23                        | Кёртис Макдермид   | Канада                    | Левый   | 25 марта 1994 (31 год)    | 195       | 106      | 1,150,000            | 2026/27         |
| 48                        | Брайан Халонен     | Соединённые Штаты Америки | Правый  | 11 января 1999 (26 лет)   | 183       | 94       | 775,000              | 2025/26         |
| 59                        | Ангус Крукшенк     | Канада                    | Левый   | 2 октября 1999 (25 лет)   | 181       | 82       | 775,000              | 2026/27         |
| 63                        | Йеспер Братт       | Швеция                    | Левый   | 30 июля 1998 (27 лет)     | 179       | 81       | 7,870,000            | 2030/31         |
| 79                        | Сэмюэл Лаберж      | Канада                    | Левый   | 10 апреля 1997 (28 лет)   | 188       | 93       | 775,000              | 2024/25         |
| Центрфорварды             |                    |                           |         |                           |           |          |                      |                 |
| 12                        | Коди Гласс         | Канада                    | Правый  | 1 апреля 1999 (26 лет)    | 189       | 84       | 2,500,000            | 2026/27         |
| 13                        | Нико Хишир — К     | Швейцария                 | Левый   | 4 января 1999 (26 лет)    | 186       | 81       | 7,250,000            | 2026/27         |
| -                         | Томас Бордело      | Соединённые Штаты Америки | Левый   | 3 января 2002 (23 года)   | 180       | 82       | 775,000              | 2025/26         |
| 21                        | Марк Маклафлин     | Соединённые Штаты Америки | Правый  | 26 июля 1999 (26 лет)     | 182       | 93       | 775,000              | 2025/26         |
| 39                        | Майк Хардман       | Соединённые Штаты Америки | Левый   | 5 февраля 1999 (26 лет)   | 188       | 93       | 775,000              | 2025/26         |
| 44                        | Джонатан Груден    | Соединённые Штаты Америки | Левый   | 4 мая 2000 (25 лет)       | 182       | 77       | 775,000              | 2025/26         |
| 46                        | Макс Уиллмэн       | Соединённые Штаты Америки | Левый   | 13 февраля 1995 (30 лет)  | 183       | 83       | 775,000              | 2024/25         |
| 47                        | Пол Коттер         | Соединённые Штаты Америки | Левый   | 16 ноября 1999 (25 лет)   | 183       | 84       | 775,000              | 2025/26         |
| 86                        | Джек Хьюз — А      | Соединённые Штаты Америки | Левый   | 14 мая 2001 (24 года)     | 179       | 77       | 8,000,000            | 2029/30         |
| 91                        | Доусон Мерсер      | Канада                    | Правый  | 27 октября 2001 (23 года) | 183       | 82       | 4,000,000            | 2026/27         |
| -                         | Юхо Ламмикко       | Финляндия                 | Левый   | 29 января 1996 (29 лет)   | 188       | 87       | 800,000              | 2025/26         |
| Правые крайние нападающие |                    |                           |         |                           |           |          |                      |                 |
| 11                        | Стефан Ноусен      | Соединённые Штаты Америки | Правый  | 12 февраля 1993 (32 года) | 185       | 93       | 2,750,000            | 2026/27         |
| 16                        | Натан Лежар        | Канада                    | Правый  | 11 января 2001 (24 года)  | 182       | 91       | 775,000              | 2025/26         |
| 28                        | Тимо Майер         | Швейцария                 | Левый   | 8 октября 1996 (28 лет)   | 184       | 96       | 8,800,000            | 2030/31         |
| -                         | Евгений Дадонов    | Россия                    | Левый   | 12 марта 1989 (36 лет)    | 179       | 84       | 1,000,000            | 2025/26         |
| -                         | Коннор Браун       | Канада                    | Правый  | 14 января 1994 (31 год)   | 183       | 83       | 3,000,000            | 2028/29         |

### Штаб
| Должность            | Имя              | Страна                    | Дата рождения              | В должности |
| -------------------- | ---------------- | ------------------------- | -------------------------- | ----------- |
| Генеральный менеджер | Том Фицджеральд  | Соединённые Штаты Америки | 28 августа 1969 (55 лет)   | с 2020 года |
| Главный тренер       | Шелдон Киф       | Канада                    | 17 сентября 1980 (44 года) | с 2024 года |
| Помощник тренера     | Джереми Коллитон | Канада                    | 13 января 1984 (41 год)    | с 2024 года |
| Помощник тренера     | Брэд Шоу         | Канада                    | 28 апреля 1964 (61 год)    | с 2025 года |
| Помощник тренера     | Сергей Брылин    | Россия                    | 13 января 1974 (51 год)    | с 2022 года |
| Тренер вратарей      | Дэйв Рогалски    | Соединённые Штаты Америки | 15 декабря 1980 (44 года)  | с 2020 года |

### Капитаны команды
| Годы      | Капитан              |
| --------- | -------------------- |
| 2021—н.в. | Нико Хишир           |
| 2015—2020 | Энди Грин            |
| 2013—2015 | Брайс Сальвадор      |
| 2011—2012 | Зак Паризе           |
| 2007—2011 | Джейми Лангенбруннер |
| 2006—2007 | Патрик Элиаш         |
| 2004      | Скотт Нидермайер     |
| 1992—2004 | Скотт Стивенс        |
| 1991—1992 | Брюс Драйвер         |
| 1987—1991 | Кирк Мюллер          |
| 1984—1987 | Мел Бриджмен         |
| 1982—1984 | Дон Левер            |

### Неиспользуемые номера
- 3 — Кен Данейко, защитник (1985—2004). Выведен из обращения 24 марта 2006 года.
- 4 — Скотт Стивенс, защитник (1991—2004). Выведен из обращения 3 февраля 2006 года.
- 26 — Патрик Элиаш, нападающий (1995—2016). Выведен из обращения 24 февраля 2018 года.[18]
- 27 — Скотт Нидермайер, защитник (1991—2004). Выведен из обращения 16 декабря 2011 года.
- 30 — Мартин Бродёр, вратарь (1992—2014). Выведен из обращения 9 февраля 2016 года.

## Индивидуальные рекорды
- Наибольшее количество очков за сезон: Джек Хьюз — 99 (2022-23)
- Наибольшее количество заброшенных шайб за сезон: Брайан Джионта — 48 (2005-06)
- Наибольшее количество результативных передач за сезон: Скотт Стивенс — 60 (1993-94)
- Наибольшее количество штрафных минут за сезон: Кшиштоф Олива — 295 (1997-98)
- Наибольшее количество очков, набранных защитником за один сезон: Скотт Стивенс — 78 (1993-94)
- Наибольшее количество побед за сезон: Мартин Бродёр — 48 (2006-07)
- Наибольшее количество «сухих» игр за сезон: Мартин Бродёр — 12 (2006-07)
- Наибольшее количество сезонов проведённых в команде: Мартин Бродёр — 20 (1993—2014)